# Losdorp
Losdorp (53° 23′ N, 6° 50′ L) é uma cidade dos Países Baixos, na província de Groninga. Losdorp pertence ao município de Delfzijl, e está situada a 25 km, a nordeste de Groningen.
A área de Losdorp, que também inclui as partes periféricas da cidade, bem como a zona rural circundante, tem uma população estimada em 200 habitantes.